# 西寶芋螺
西寶芋螺（学名：Conus sieboldii）为芋螺科芋螺屬下的一个种。